# 南亞海外僑民

顯示南亞地區的地圖（綠色部分）。

南亞海外僑民（英語：South Asian diaspora，亦稱為德西海外僑民（Desi diaspora），是指祖先源於南亞地區但現居該區以外的群體，這個群體包含來自印度、巴基斯坦、孟加拉國、斯里蘭卡、尼泊爾、不丹和馬爾地夫等國的多元語言、文化、族裔和宗教群體。。整個群體的人數超過4,400萬人，是全球規模最大、地理分佈最廣的海外移民群體之一，在美國、英國、加拿大、澳大利亞以及歐洲和中東的各個地區都有人口眾多的社區。

## 南亞本族語的稱法
僑居在外的南亞人常被稱為德西，這種稱法受到許多南亞人認同，但對某些人而言仍存在爭議。

## 歷史

### 古代
自古以來，一些南亞人為貿易目的曾移居至世界其他地區。甚至有少數南亞人在羅馬帝國時期移居到歐洲。

### 中世紀
本節摘錄自布哈拉奴隸貿易。
在德里蘇丹國時期（1206–1526年），大量受到統治的印度教信徒淪為奴隸，並出口至中亞奴隸市場，導致印度奴隸的價格低廉且供應充足，進而促使他們在國際市場上的需求擴張。
德里蘇丹國除將戰俘作為奴隸外，也透過其稅收制度獲得大量的印度教徒奴隸。下屬的伊克塔（暫時性的稅收或收入分配權）擁有者甚至動員軍隊，大規模綁架印度教徒作為徵收稅賦的手段。對於那些對蘇丹忠誠度較低的社群，稅賦往往以奴隸的形式來徵收。此外，無法繳納稅款的非穆斯林，可被視為反抗蘇丹權威，進而在戰事中綁架，轉而為奴。蘇丹阿拉烏丁·卡爾吉在位期間（1296–1316年）甚至將拖欠稅款的非穆斯林轉為奴隸的做法視為合法。

#### 羅姆人
本節摘錄自羅姆人。
羅姆人，亦稱羅姆（Roma）（單數：Rom）或羅姆尼人（Romani），是一個傳統上過著游居/遷徙生活的印歐語系族群（印度-雅利安人）。語言學和基因證據顯示羅姆人源自南亞，很可能來自現今旁遮普地區、拉賈斯坦地區和信德地區。

### 歐洲殖民時期

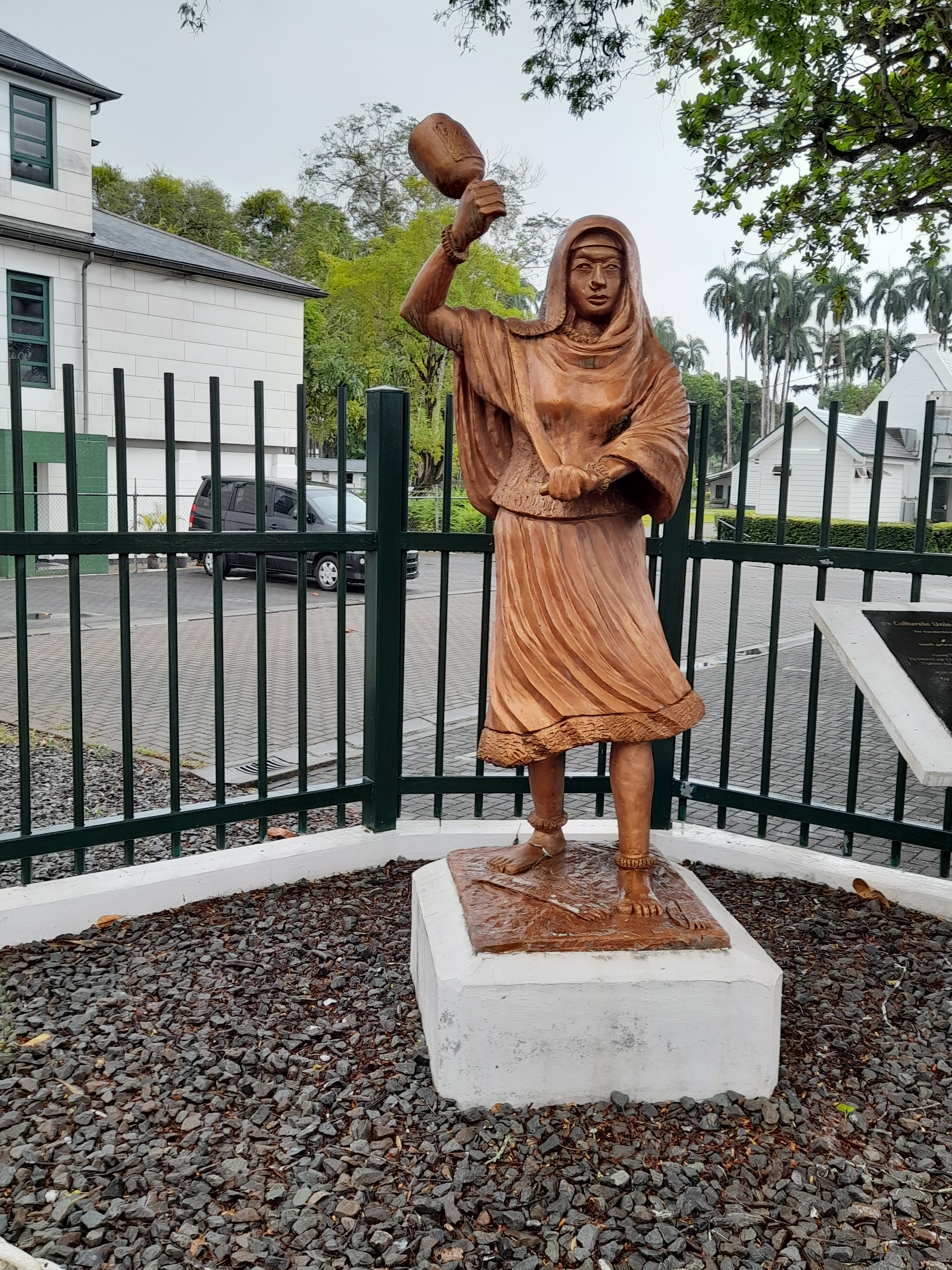
一尊紀念珍妮·泰特里（Janey Tetary）的雕像，她是一名在1884年蘇利南起義行動中去世的印度契約勞工。

在歐洲列強殖民南亞次大陸時期，有超過100萬當地人被帶往世界其他地區擔任契約勞工。南亞人也被帶到大英帝國在東南亞的殖民地。
海外移民的成員在反對英屬印度統治的加達爾運動（也稱加達爾黨，是國際性政治運動，目的為推翻英國在印度的統治。）中扮演過重要角色。
有些南亞人，主要來自旁遮普地區，移民到美國西岸，並與當地的墨西哥裔社群融合（參見旁遮普及墨西哥裔美國人）。

### 當代
英國於20世紀中葉結束南亞的殖民統治之後，南亞人向外的移民數量創下紀錄。許多人移居到英國，並在該國的戰後經濟復甦中發揮過作用。有些南亞人則前往中東尋求工作機會，但這些人之中有一些受到種族歧視和剝削。在美國1965年移民和國籍法通過，同意接受非白人移民之後，印度裔美國人成為美國最富有的族裔群體，且在該國電腦相關勞動力市場中佔有10%以上的份額。
由於南亞人早在歐洲殖民時期就已移居到世界各地，這個移民群體的一個顯著特點是它產生數個次生海外移民 - 其中一些成員的家庭歷經數代，輾轉多個國家才到達最終目的地（例如一個人的祖先可能從印度來到非洲，而幾代之後又從非洲移居到紐西蘭）。

## 文化

### 電影
南亞海外移民中的一些人會觀看南亞電影（主要是寶萊塢電影），而一些南亞電影也會以海外移民的角色為主題。使用印地語的寶萊塢產業在團結海外移民方面發揮有重要作用，讓印地語成為探索其南亞文化遺產的共同語言。此類海外移民精通英語的特點也促使南亞媒體使用印地英語（Hinglish，印地語和英語的混合語）來迎合他們。

### 體育活動

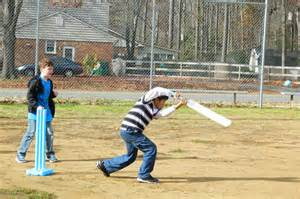
在美國維吉尼亞州，一位參與板球活動的南亞海外僑民成員。

南亞人將他們的一些南亞傳統遊戲，例如卡巴迪和Kho Kho，在英國殖民時期傳入南非和馬來西亞等地。在後殖民時代，卡巴迪和Kho Kho被海外移民帶到部分西方國家。在某些情況下，卡巴迪被用於艱困/惡劣環境中展現出陽剛之氣的用途。

### 板球
板球是一項在南亞廣受歡迎的運動，在北美和中東地區也受到海外移民的贊助。美國職業板球大聯盟主要就是針對此海外移民群體中的觀眾。自2015年歐洲移民危機發生以來，這項運動在歐洲的普遍性也有所進展。
總體而言，南亞海外僑民與運動間的關係複雜，因為運動既可以讓文化得以延續，同時也可用來打破當地人對此群體在社會層面和身體層面的刻板印象。

### 德西酒吧
本節摘錄自德西酒吧。
德西酒吧指的是由印度裔老闆擁有或管理的英式酒吧。它們通常提供旁遮普食物，同時保留傳統英式酒吧的元素，例如愛爾啤酒和酒吧遊戲。"德西（Desi）"這個字眼源自印度斯坦語，往前是衍生自梵語中"土地"或"國家"的意思。德西酒吧在1960年代出現，當時正值印度次大陸人口大量移居英國之後。它們被譽為亞洲和英國社區文化融合的成功範例。

## 移民社區間關係

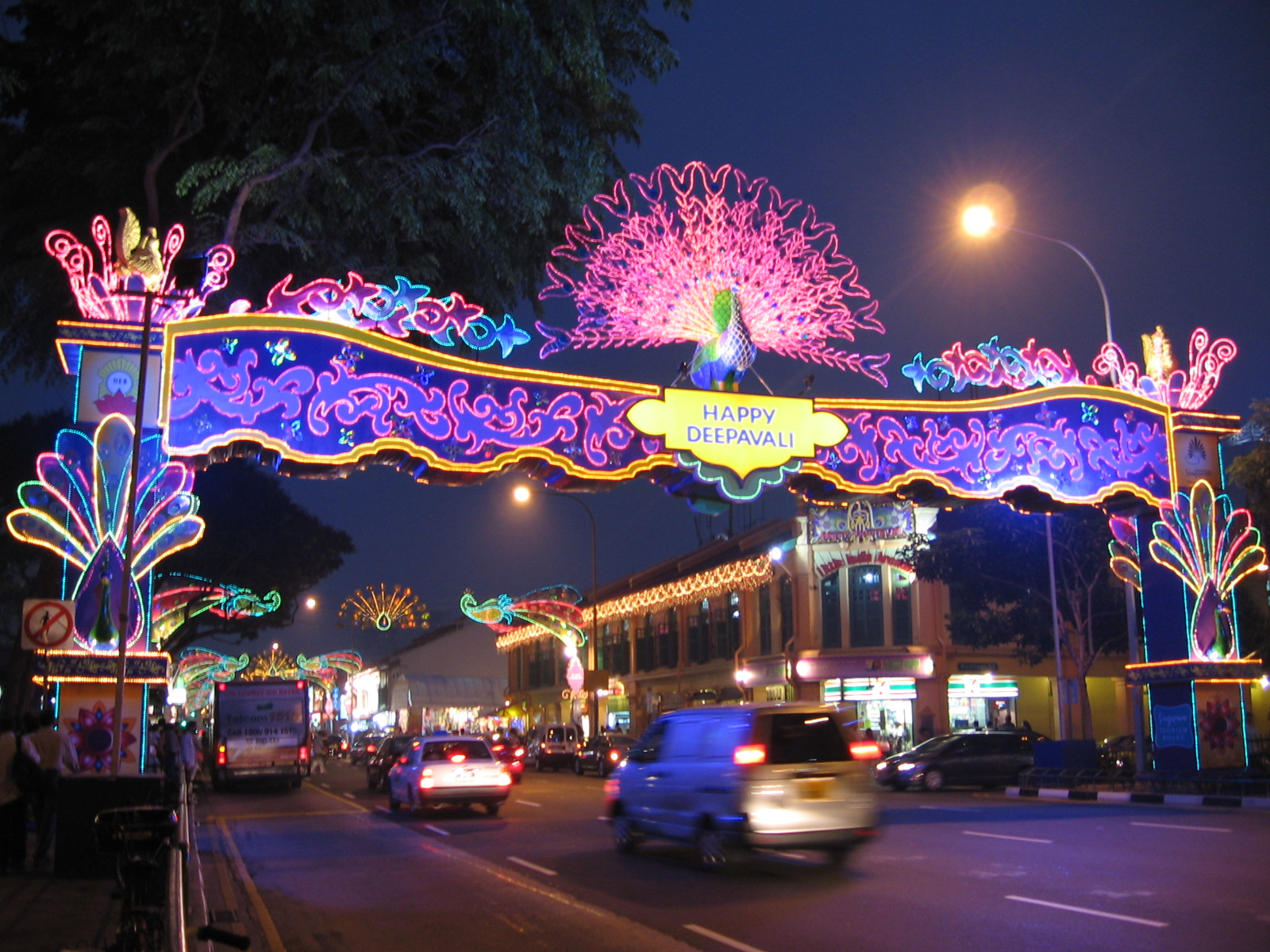
新加坡的小印度，當地居民慶祝屠妖節（即排燈節）的活動。

### 海外僑民內部
此類海外僑民代表來自印度次大陸不同地區的各種語言、文化、族裔和宗教群體。這些移民內部不同群體之間有時會存在緊張關係。.例如，1947年的印巴分治造成的印度教徒與穆斯林之間的緊張關係，有時會在海外僑民中的印度教徒和穆斯林之間出現，特別是在那些印度裔和巴基斯坦或孟加拉國裔之間的。自從1992年巴布里清真寺拆除事件以及2014年主張印度教民族主義的印度人民黨（BJP）贏得印度大選等事件以來，這種緊張關係在英國的南亞海外移民中受到更頻繁的提及。
基於種姓制度而呈現的歧視問題在一定程度上會在印度裔海外僑民內部發生。在美國有項非科學性調查，顯示67%的低種姓達利特人在職場上經歷過種姓歧視問題。而在加州，海外僑民內部曾就是否應通過明確禁止種姓歧視的立法發生過激烈的辯論。

### 海外僑民與南亞
南亞海外僑民社區因向南亞國家提供重要的經濟支持和匯款而聞名。印度在某些危機情況下，例如1991年的印度經濟危機|，曾發行過海外移民債券，並且越來越重視讓其海外僑民參與其中。來自美國麻省理工學院的印度海外僑民畢業生在建立該國印度理工學院系統的過程中曾發揮過重要作用。
南亞國家與其海外僑民之間在對分離主義運動的支持問題上曾發生過緊張關係，例如印度與其旁遮普地區海外僑民之間就存在對卡利斯坦運動的反對與支持間的爭議。這些緊張關係有時甚至會升級，損害南亞國家與海外移民所在的地主國之間的，例如發生在2023年的加拿大-印度外交爭端。

### 海外僑民與所在地主國
信仰印度教的南亞海外僑民在其居住的地主國受到一些審視，原因在於他們在推動印度教民族主義方面扮演日益重要的角色，部分海外僑民成員對此審視不以為然，但也反對印度教民族主義。
一些在加拿大的旁遮普地區移民於近幾十年來則加入幫派（參見印度裔加拿大組織犯罪），發生爭奪地盤而相互殺戮的情事。

## 流行文化

### 北美洲

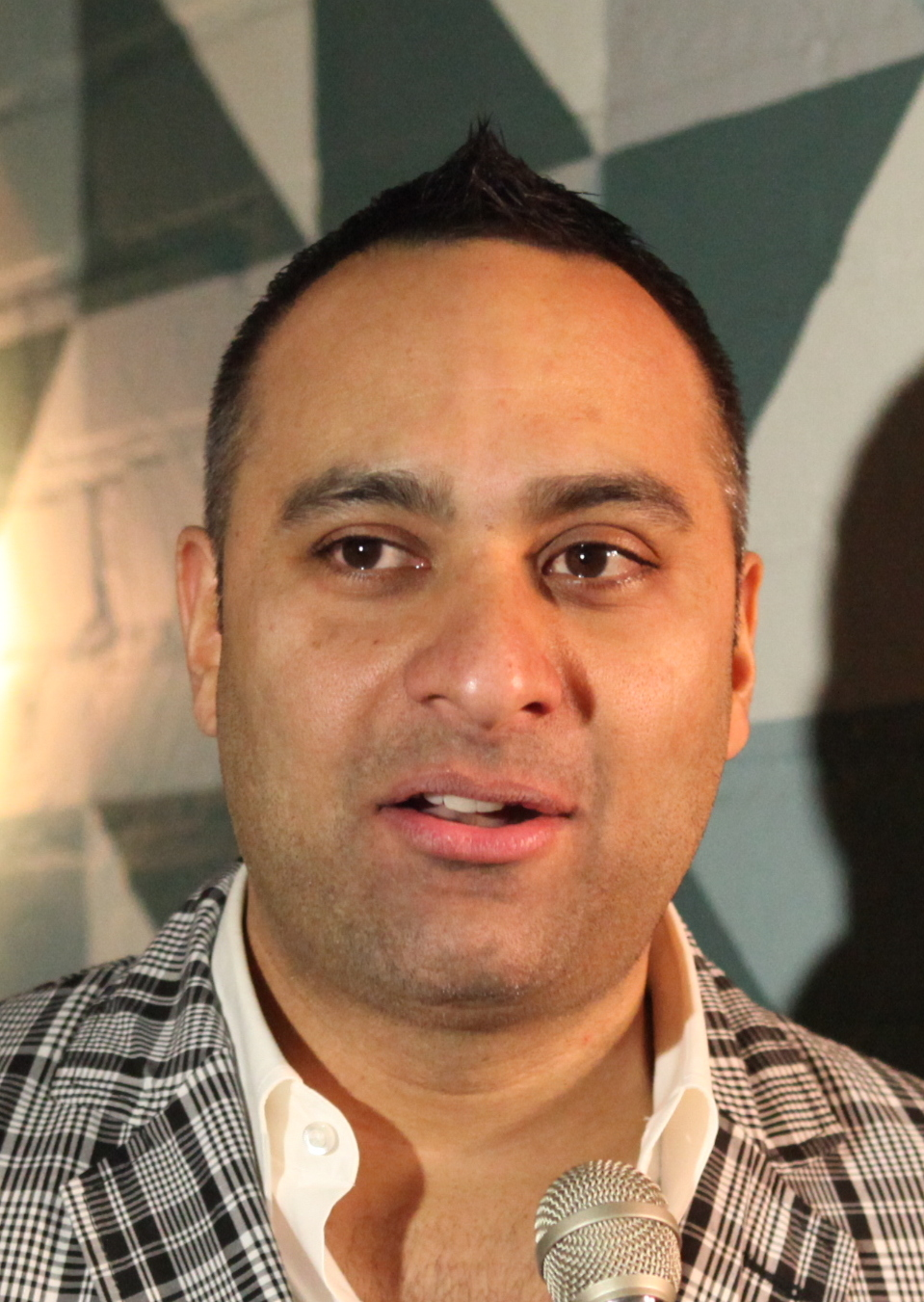
印度裔加拿大人羅素·彼得斯是該國一位知名的單口喜劇（獨角喜劇）人及演員。

在美國的南亞海外僑民代表性穩步升高。在過去幾十年中，電視影集《辛普森家庭》中的柯阿三角色曾是最顯著的南亞形象代表，但現在已有更多元化的代表，例如喜劇演員哈桑·明哈傑已成為一出色的範例。

### 電玩遊戲
- 《Venba（英语：Venba (video game)）》是一款透過探索坦米爾美食來描繪坦米爾裔加拿大人主題的電玩遊戲。[61]
- 《30位追求者（英语：Thirsty Suitors）》涉及的是一位南亞裔美國主角的感情世界生活。[62]

### 依接收國劃分的僑民人口
- 南亞裔英國人
- 南亞裔荷蘭人（英语：South Asians in the Netherlands）
- 南亞裔愛爾蘭人（英语：South Asians in Ireland）
- 南亞裔美國人（英语：South Asian Americans）
- 南亞裔加拿大人
  - 大溫哥華地區的南亞裔加拿大人
  - 不列顛哥倫比亞省的南亞裔加拿大人
  - 大多倫多地區的南亞裔加拿大人
- 在香港的南亞僑民（英语：South Asians in Hong Kong）

#### 第二次移民
- 印度裔加勒比海外僑民（英语：Indo-Caribbean diaspora）
- 印度裔斐濟人海外僑民（英语：Indo-Fijian diaspora）

### 依來源國劃分的僑民
- 阿富汗海外僑民（英语：Afghan diaspora） (有時被視為中亞海外僑民)
- 孟加拉海外僑民（英语：Bangladeshi diaspora）
- 印度海外僑民（英语：Indian diaspora）
- 馬爾地夫海外僑民（英语：Maldivian diaspora）
- 尼泊爾海外僑民（英语：Nepalese diaspora）
- 巴基斯坦海外僑民（英语：Pakistani diaspora）
- 斯里蘭卡海外僑民（英语：Sri Lankan diaspora）

### 其他相關議題
- 印度契約勞工到達日（英语：Indian Arrival Day）
- 大英國協移民人口（英语：Commonwealth diaspora）
- 川普政府時期的印度移民遣返行動（英语：Deportation of Indian nationals under Donald Trump）